# Coppa del Presidente degli Emirati Arabi Uniti 1996-1997
La Coppa del Presidente degli Emirati Arabi Uniti 1996-1997  è la ventunesima edizione della competizione a cui partecipano le 24 squadre degli Emirati Arabi Uniti.
La squadra che si aggiudica il trofeo ha la possibilità di partecipare alla Coppa delle Coppe dell'AFC.

## Ottavi di Finale
Al secondo round prendono parte 16 squadre, le migliori otto si qualificano ai quarti di finale.
| Partita | Team in Casa   | Risultato | Team in Trasferta  |
| ------- | -------------- | --------- | ------------------ |
| 1       | Hatta Club     | 2 – 0     | Al-Ain             |
| 2       | Al-Nasr        | 2 - 0     | Al-Jazira          |
| 3       | Ittihad Kalba  | 5 - 1     | Al Thaid           |
| 4       | Al-Wasl        | 3 - 1     | Baniyas            |
| 5       | Al-Wahda       | 7 - 0     | Al Jazira Al Hamra |
| 6       | Sharjah        | 2 - 1     | Ras Al Khaimah     |
| 7       | Al-Shabab      | 2 - 0     | Fujairah           |
| 8       | Shabab Al-Ahli | 3 - 1     | Masafi Club        |

## Quarti di Finale
A questo round prendono parte 8 squadre, le migliori 4 si qualificano alle semifinali
| Partita | Team in Casa | Risultato | Team in Trasferta |
| ------- | ------------ | --------- | ----------------- |
| 1       | Al-Wasl      | 2 – 0     | Hatta Club        |
| 2       | Al-Nasr      | 3 - 2     | Ittihad Kalba     |
| 3       | Sharjah      | 4 - 0     | Al-Wahda          |
| 4       | Al-Shabab    | 1 - 0     | Shabab Al-Ahli    |

## Semifinale
| Sharjah 22 maggio 1997, ore 19:35 | Al-Wasl | 0 – 1 | Al-Nasr | Sharjah Stadium (4.027 spett.) |

| Dubai 22 maggio 1997, ore 19:35 | Sharjah | 0 – 1 | Al-Shabab | Al Maktoum Stadium (6.149 spett.) |

## Finale
| Abu Dhabi 29 maggio 1997, ore 19:35          | Al-Shabab            | 1 – 1 | Al-Nasr | Al-Nahyan Stadium (6.745 spett.) |
| \| \| \| \| \| \| Tiri di rigore 5 – 4 \| \| |                      |       |         |                                  |
|                                              |                      |       |         |                                  |
|                                              | Tiri di rigore 5 – 4 |       |         |                                  |